# تفاوت و تعویق معنا
Différance یک اصطلاح فرانسوی است که ژاک دریدا آن را ابداع کرده‌است. این یک مفهوم مرکزی در واسازی یا ساخت‌گشایی دریدا است، یک دیدگاه انتقادی که به رابطه بین متن و معنا مربوط می‌شود. اصطلاح différance یعنی «تفاوت و تعویق معنا».

## بررسی اجمالی
دریدا برای اولین بار در مقاله ۱۹۶۳ خود " Cogito et histoire de la folie " از اصطلاح différance استفاده می‌کند. پس از آن اصطلاح différance نقشی کلیدی در تعامل دریدا با فلسفه ادموند هوسرل در گفتار و پدیده ایفا کرد. سپس این اصطلاح در آثار مختلف دیگر، به ویژه در مقاله «تفاوت» Différance و در مصاحبه‌های مختلف طرح شد.

## ساختار و پیدایش
دریدا به متونی می‌پردازد که حول تضادهای عنصری ساخته شده‌اند که هر گفتاری، با هر معنایی که داشته باشد، باید آن را بیان کند و این از آن روست که هویت در اصطلاحات غیر ذات گرایانه یک سازه تلقی می‌شود و سازه‌ها تنها از طریق تأثیر متقابل تفاوت‌ها در درون «نظام نشانه‌های متمایز» معنا تولید می‌کنند. این رویکرد به متن، به معنایی وسیع، از نشانه‌شناسی فردیناند دو سوسور سرچشمه می‌گیرد.

## دوگانی گفتار و نوشتار
اصطلاح Différance بیش از همه برای به چالش کشاندن تقابل دوگانی گفتار / نوشتار ساخته شده‌است و تفاوت میان صورت مکتوب و ملفوظ واژه «لفظ» موجب رخ دادن بازی تفاوت و تعویق در ذهن خواننده می‌شود نه اینکه دو تفاوت و تعویق در این اصطلاح وجود داشته باشد! این واژه هم تفاوت است و هم تفاوت نیست؛ صورت ملفوظ آن تفاوت است و صورت مکتوب آن تفاوت نیست؛ بنابراین، معنای آن به واسطه صورت نوشتاری به تعویق می‌افتد تا مرزهای گفتار و نوشتار مبهم شوند.